# Temmincks renvogel
De Temmincks renvogel (Cursorius temminckii) is een soort uit het geslacht Cursorius uit de familie renvogels en vorkstaartplevieren (Glareolidae). Het is een steltloper die voorkomt in grote delen van Afrika ten zuiden van de Sahara in savannegebieden. De vogel is vernoemd naar de Nederlandse zoöloog Coenraad Temminck (1778-1858).

## Beschrijving
De vogel is ongeveer 20 cm lang. Het is een slanke, een beetje op een plevier lijkende vogel met een opvallende rechtopgaande houding en relatief lange poten. De vogel is zandkleurig bruin, donkerder dan de gewone renvogel die meer beige is. Verder is deze renvogel kleiner en heeft een kastanjebruine borst, de buik is aan de zijkant wit, met in het midden een zwarte vlek. De Temmincks renvogel heeft verder een zwarte oogstreep en daarboven een witte wenkbrauwstreep die achter op de kop elkaar raken. De kruinstreep is kastanjebruin.

## Verspreiding
De Temmincks renvogel heeft een uitgebreid verspreidingsgebied in Afrika en komt voor in bijna alle landen ten zuiden van de Sahara.
Er zijn drie ondersoorten:
- C. t. temminckii: van zuidelijk Mauretanië tot Eritrea en westelijk Somalië, Kenia en noordelijk Tanzania
- C. t. ruvanensis: van zuidelijk Tanzania tot Angola, Mozambique en noordoostelijk Zuid-Afrika
- C. t. aridus: van noordelijk Namibië tot westelijk Zimbabwe

## Leefgebied
De Temmincks renvogel heeft een voorkeur voor droog, open terrein zoals savannes met kort gras en plaatsen die gebruikt worden als paradeplaats of als vliegveld en sportvelden. De vogel maakt geen nest, maar legt twee eieren op de kale grond, vaak in de nabijheid van uitwerpselen van grote planteneters.
De Temmincks renvogel is geen bedreigde diersoort.